# みんなひっかかるだろう
『みんなひっかかるだろう』（西: Todos caerán, 英: All will fall）は、フランシスコ・デ・ゴヤが1797年から1799年に制作した銅版画である。エッチング。80点の銅版画で構成された版画集《ロス・カプリーチョス》（Los Caprichos, 「気まぐれ」の意）の第19番として描かれた。《ロス・カプリーチョス》はゴヤの四大版画集の1つで、1799年に出版された初版は辛辣な社会批判を含んでいたため、おそらく異端審問所の圧力を受け、わずか27部を売っただけで販売中止となった。本作品は《ロス・カプリーチョス》において、男女間の欺瞞を風刺したグループに属する作品で、一般的に売春の寓意と考えられている。《ロス・カプリーチョス》中、最も残酷な描写を含む作品の1つとしても知られる。マドリードのプラド美術館に準備素描が所蔵されている。

## 作品

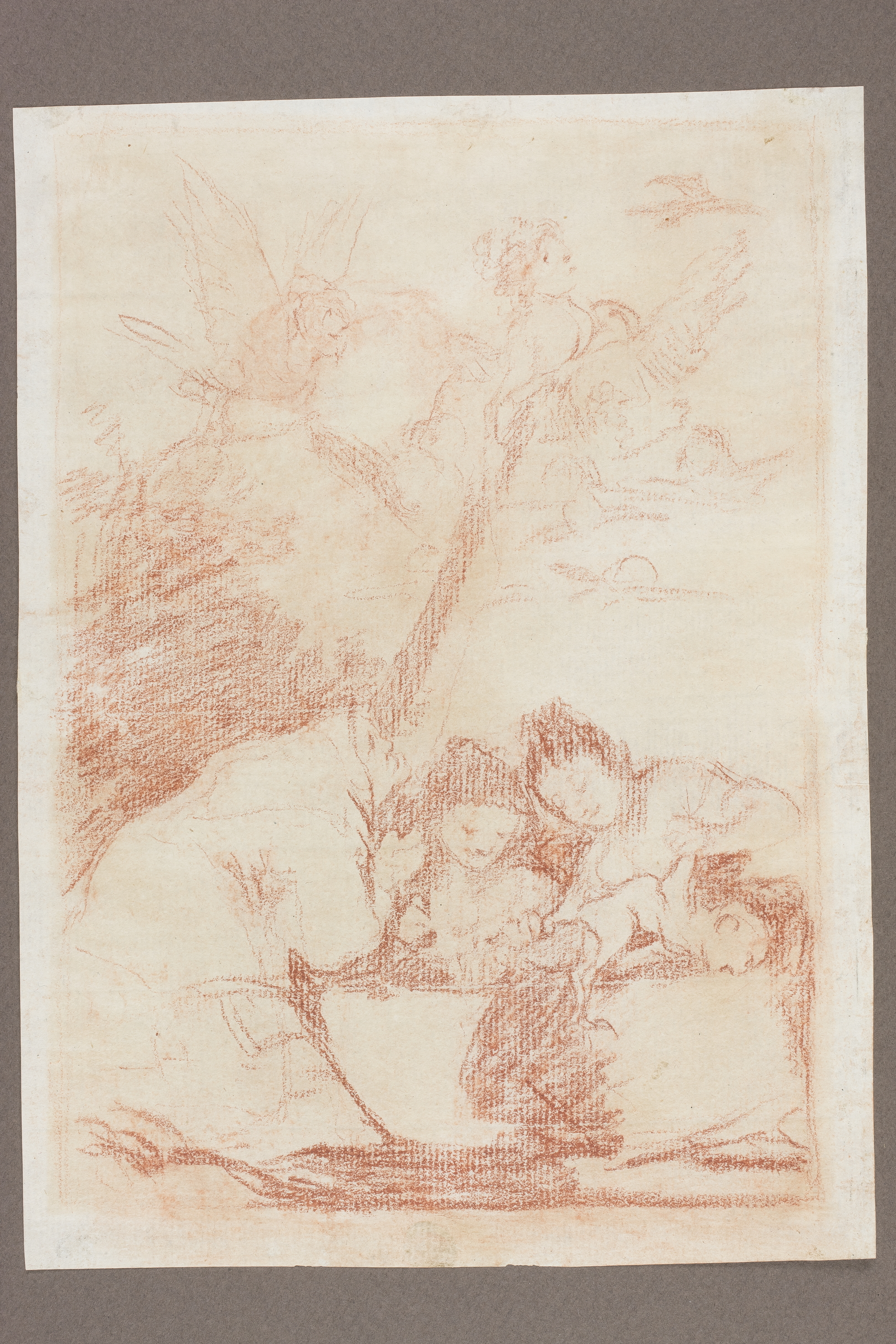
準備習作。プラド美術館所蔵。

ゴヤは男を売春へと誘い込む美しい女鳥と、その餌食となって酷い目に遭わされる男鳥を描いている。女鳥と男鳥は人間の顔と鳥の身体を持った姿で表され、木の枝にとまった女鳥の周囲に男鳥が群がっている。その下方の前景部分では老女が空を見上げながら祈りを捧げている。そのそばでは、襟ぐりの深い服を着た2人の若い女たちが、餌食になった男鳥をつかんでその羽根をむしり取り、そればかりか尻に棒を突き入れて内蔵をもえぐり出し、食べたものを吐き出させている。この男鳥の苦悶する表情に対し、女たちの表情は穏やかで幸福感に満ちている。
ゴヤはアクアチントにワニスを塗り残すことで、女鳥や下方の何人かの女性、そして苦悶する男鳥に照明で明るく照らされた部分を作り出した。老女はおそらく遣り手婆であり、そばにいる女たちは売春婦と思われる。女鳥に釣られて群がった男鳥たちは様々な社会階級が表されている。たとえば小さなサーベルを身に着けた鳥は兵士、フードをかぶり両手を袖の中に入れて、敬虔な身振りをした鳥は修道士であろう。そしてそのすべてが売春婦の前では等しくむしり取られる存在でしかないことを風刺している。
実際に続く第20番「むしり取られて追い出され」（Ya van desplumados）では、女たちに何もかもむしり取られて追い出される男鳥たちが描かれている。
本作品について、プラド美術館に所蔵されているゴヤの手稿では、「罠に落ちようとしている者は、罠に落ちた者の例に倣ってはならない。しかし他に選択肢はない。彼らは皆罠に落ちるのだ」と記されている。スペイン国立図書館所蔵の手稿では、より具体的に記されている。「売春婦が囮となって窓辺に立ち、兵士、農民、修道士までもがやって来て、あらゆる種類の小鳥が飛び回る。売春婦は男どもが罠にかかるよう神に祈りを捧げ、他の売春婦たちは彼らをむしり、吐かせ、猟師がヤマウズラから羽根をむしり取るように彼らの内臓を引き抜く」。
一方で本作品を政治的な寓意と解釈したり、カルロス4世の王妃マリア・ルイサとその恋人たちを風刺的に表現したものと解釈する者もいる。
図像的源泉としては、ルネサンス期のヨハン・テオドール・ド・ブライの著書『偉大な皇帝の神聖な記章』（Insignia sacrae Caesareae majestatis）や『少女たちの納骨堂』（Columbarium puellarum）と類似していることが指摘されている。

## 来歴
プラド美術館所蔵の《ロス・カプリーチョス》の準備素描は、ゴヤが死去すると息子フランシスコ・ハビエル・ゴヤ・イ・バエウ（Francisco Javier Goya y Bayeu）、さらに孫のマリアーノ・デ・ゴヤ（Mariano de Goya）に相続された。スペイン女王イサベル2世の宮廷画家で、ゴヤの素描や版画の収集家であったバレンティン・カルデレラは、1861年頃にマリアーノから準備素描を入手した。1880年に所有者が死去すると、甥のマリアーノ・カルデレラ（Mariano Carderera）に相続され、1886年11月12日の王命によりプラド美術館によって購入された。

## ギャラリー
売春をテーマとする他の作品

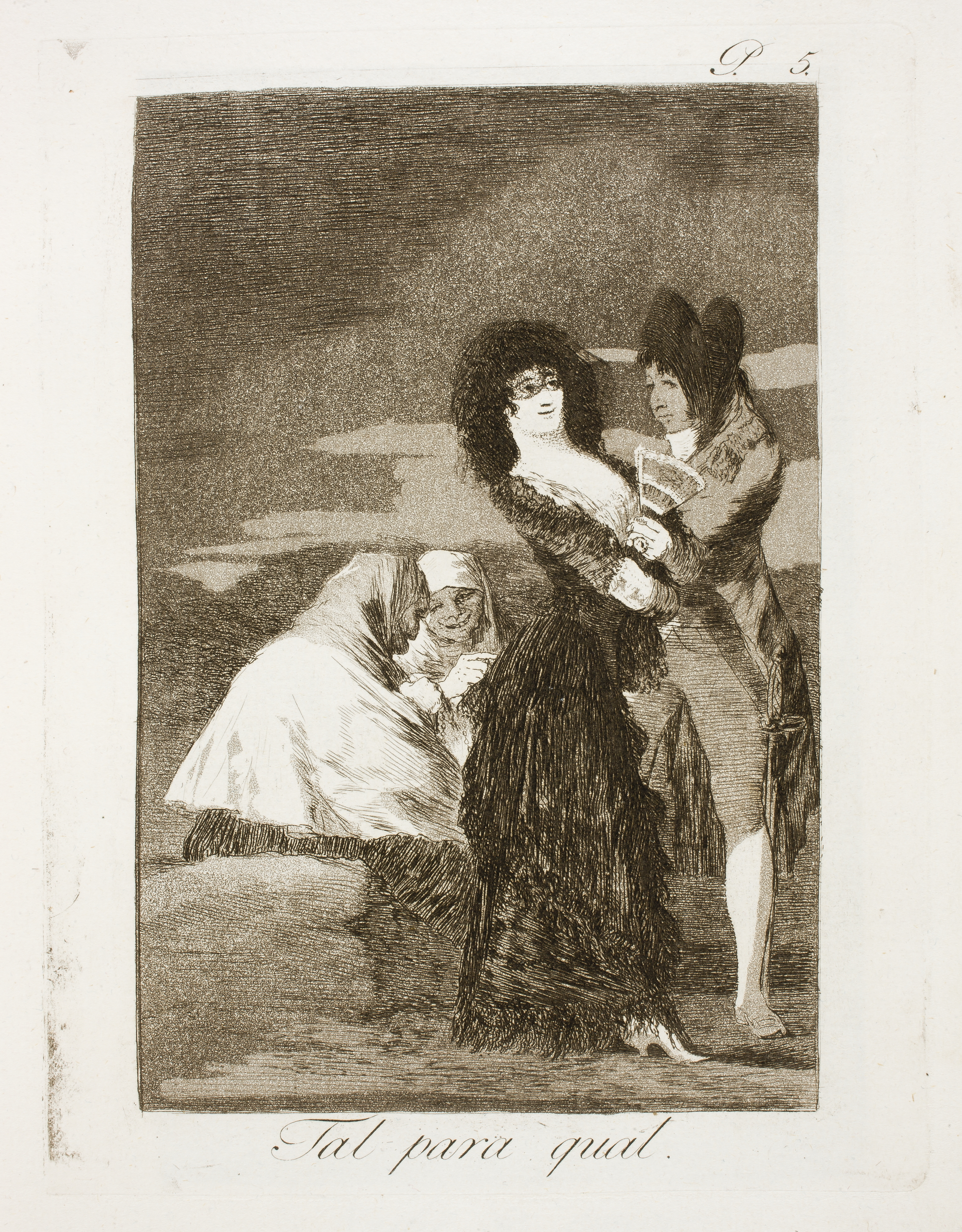
第5番「類は友を呼ぶ」
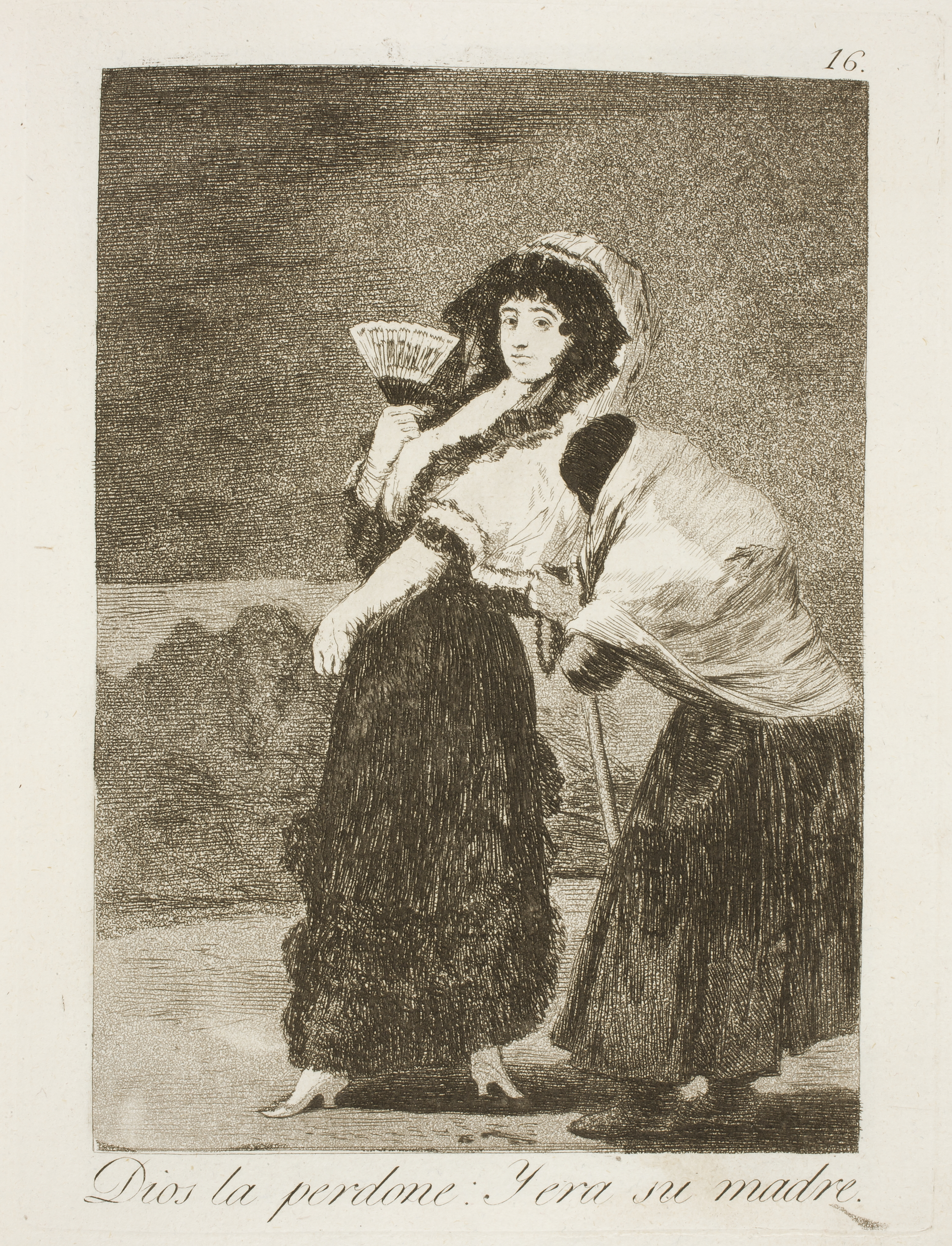
第16番「神よお赦し下さい、それが母親だったとは」
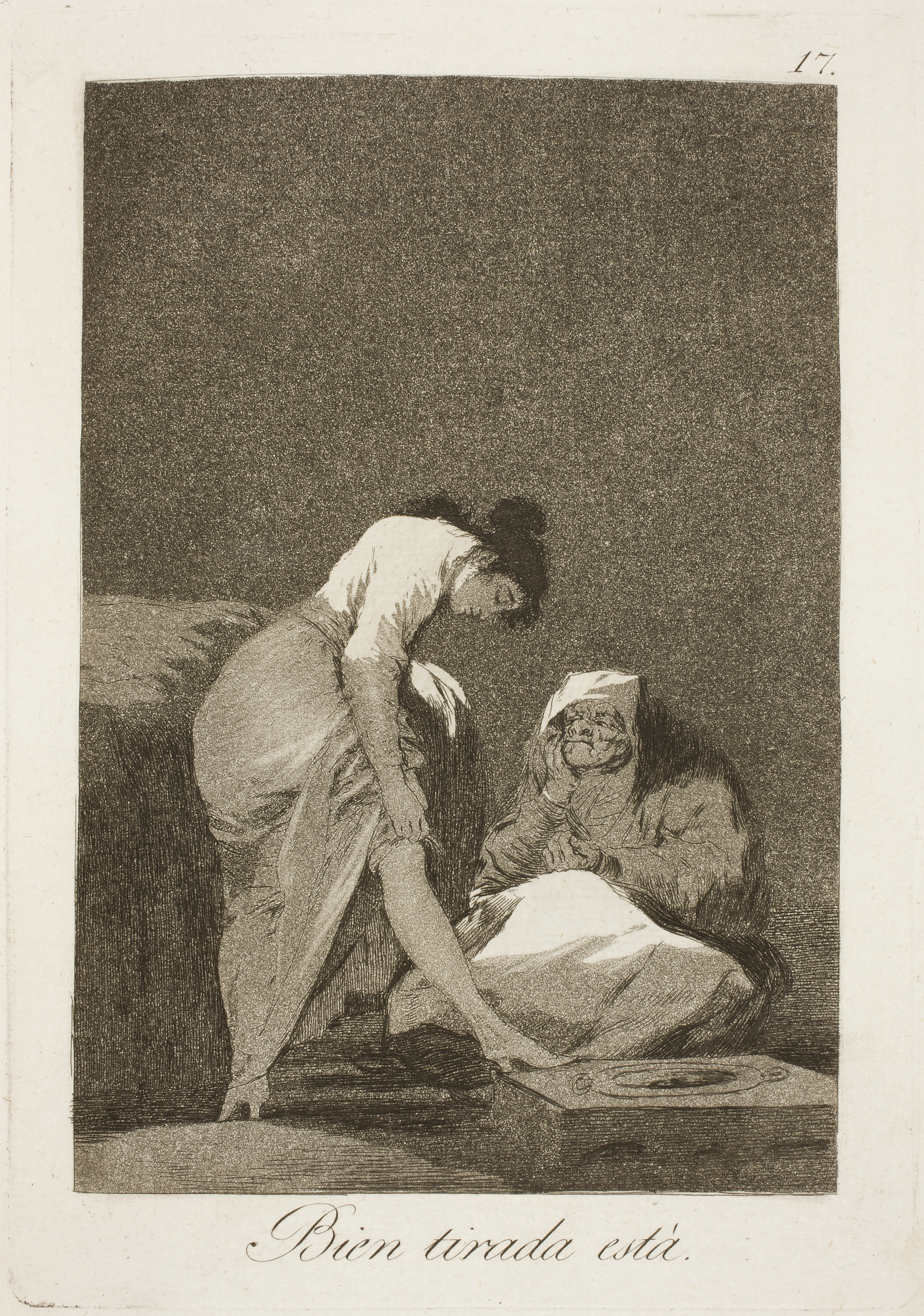
第17番「ぴったりよ」
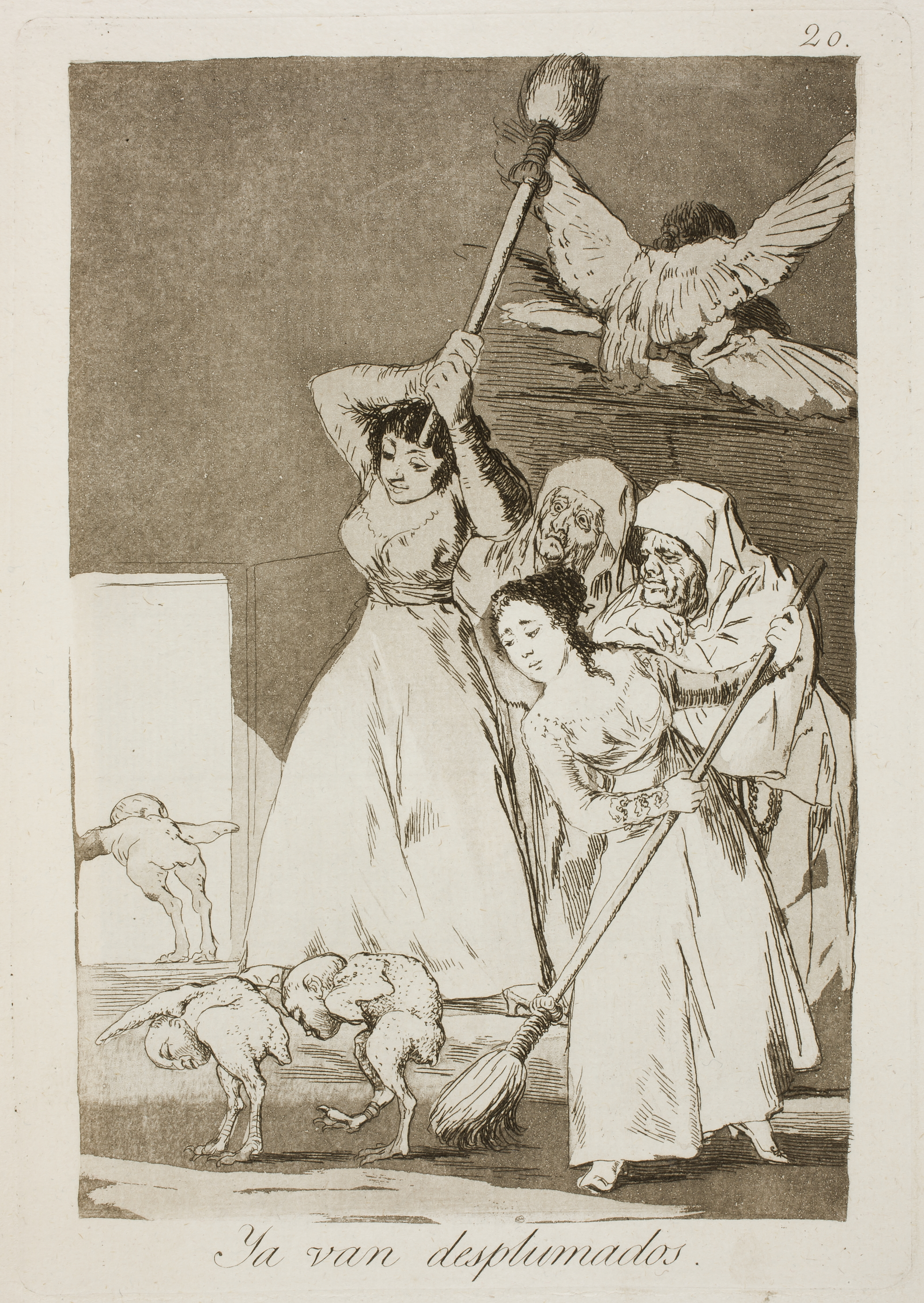
第20番「むしり取られて追い出され」
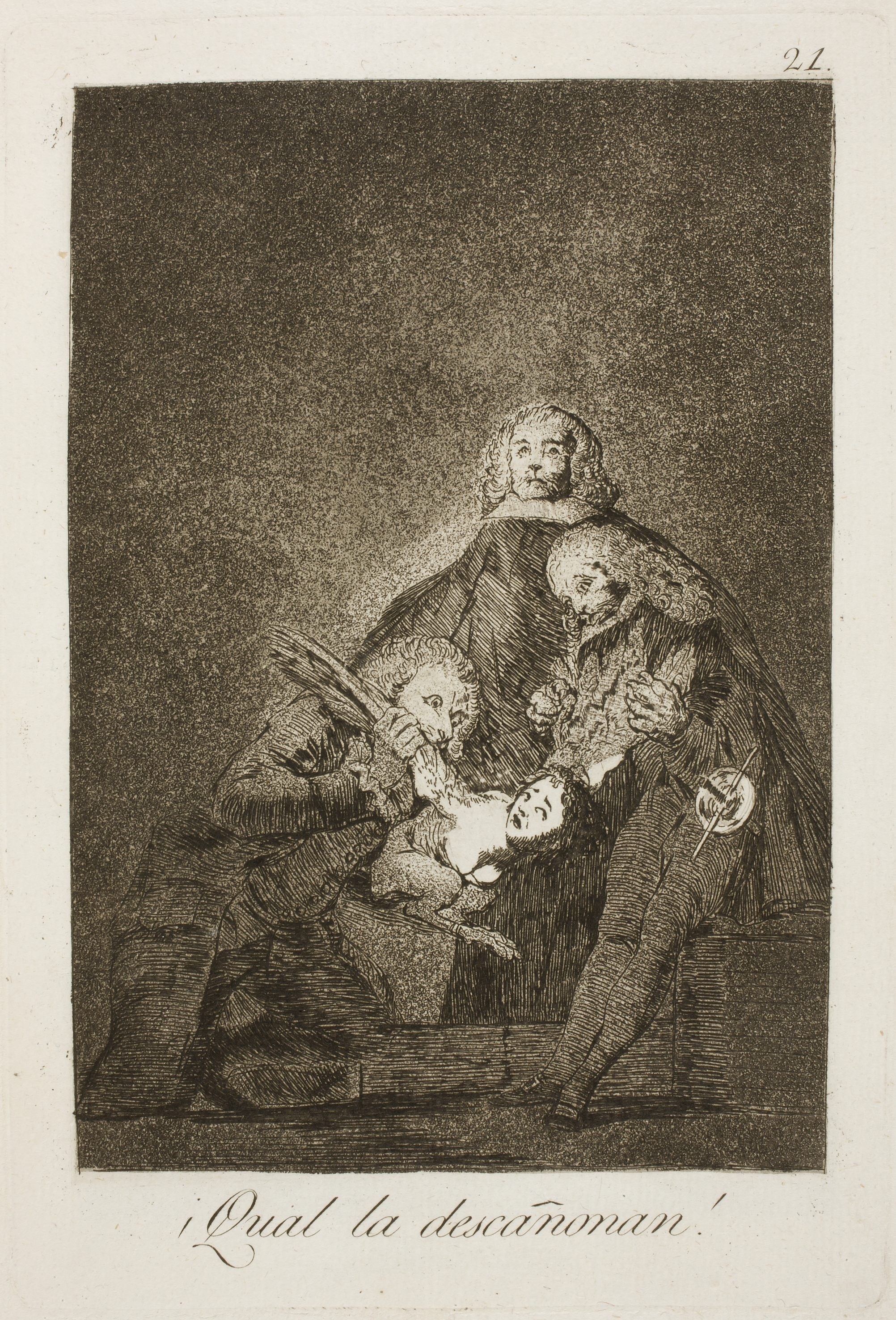
第21番「何という羽のむしり方」